# Ковалевский, Егор Петрович
Егор Петрович Ковалевский (6 (18) февраля 1809, по другим сведениям 1811, село Ярошевка, Харьковская губерния — 20 сентября (2 октября) 1868, Санкт-Петербург) — российский путешественник, писатель, дипломат, востоковед, почётный член Петербургской Академии наук (1857), первый председатель Литературного фонда (с 1859).

## Биография
Родился 6 (18) февраля 1809 года в селе Ярошевка Харьковской губернии в дворянской семье надворного советника Петра Ивановича Ковалевского (теперь Украина).
В 1825—1828 годах учился на философском отделении Харьковского университета (основанного в 1805 году его дядей В. Н. Каразиным), по окончании которого в 1829 году поступил на службу в Горный департамент. Егор Петрович по примеру старшего брата Евграфа тоже увлекся геологией, стал посещать лекции в Горном кадетском корпусе. В 1830 году получил чин горного инженера. До 1837 года работал на Алтайских и Уральских заводах. В Сибири к 1837 году Ковалевский открыл 4 золотых прииска и получил чин капитана.

### В Черногории
В XIX века многие страны искали новые месторождения золота, первое место по добыче которого занимала Российская империя. В 1837 году по просьбе черногорского владыки Петра был направлен в Черногорию для поисков и разработки золотоносных отложений. В Черногории Ковалевскому пришлось принимать участие в пограничных схватках с австрийцами. Понимая, что может быть наказан за это по возвращении в Россию, он, следуя рекомендации князя А. М. Горчакова, подал подробную объяснительную записку Николаю I. Прочтя её, император начертал на полях: «Le capitaine Kowalewsky a agi en vrai russe» («Капитан Ковалевский поступил, как истинный русский»).
Позже написал книгу «Четыре месяца в Черногории»

### В Хиве
В 1839 году участвовал в Хивинском походе графа В. А. Перовского, причём, отрезанный от главного отряда, должен был с горстью храбрецов засесть в каком-то старом укреплении и выдержать долговременную осаду неприятеля, питаясь одной кониной.

### В Северо-Восточной Африке
В 1847 году был приглашён Мухаммедом Али-пашой в Египет для поиска месторождений золота. При отъезде в Египет Ковалевский получил инструкции от штаба Корпуса горных инженеров, составленную Г. П. Гельмерсеном, и инструкции Академии наук, составленные А. Я. Купфером и Х. Д. Френом. Кроме того, генеральный русский консул в Каире А. М. Фок получил инструкцию, составленную русским посланником в Константинополе В. П. Титовым, согласно которой Ковалевский должен был собрать «ценные краткие сведения о больших работах, проектируемых пашей Мухаммедом Али, таких как плотина через Нил, Суэцкий канал и другие»; предполагалось также, что в экспедиции будут собраны «интересные и ценные сведения относящиеся непосредственно к работорговле, которая…процветает в Египте, а также о торговых отношениях, которые существуют в этой стране и в более отдалённых местностях, как Абиссиния или средняя Аравия». В 1847—1848 годах Ковалевский провёл геологические исследования на северо-востоке Африки, где ему удалось одному из первых указать правильное географическое положение истоков Белого Нила (Бахр-эль-Абьяд), что было подтверждено значительно позже. Кроме того, в книгу Ковалевского «Путешествие во внутреннюю Африку» (СПб., 1849; 2 изд. 1872) вошло детальное описание Абиссинии. На основе собранного им материала, Ковалевский составил карту Восточного Судана и Абиссинии (ОР РНБ. Ф. 356, № 57), которую опубликовал в 1849 году. Кроме того, Ковалевский исследовал метод ирригации посевов на Ниле в Верхнем Ниле: в Отделе рукописей РНБ находится неопубликованный Ковалевским цветной рисунок, который иллюстрирует подъём воды из Нила, с пояснительными надписями на французском языке (ОР РНБ. Ф. 356, № 55, л. 49—50). Исследовал реку Тумат, местонахождение русла которой не было точно определено (на картах обозначалась пунктиром), где обнаружил залежи золота. Ковалевский высказался за назначение агента русского генерального консула в Массауа для развития торговых отношений с Индией и портами Красного моря именно через Суэц, не морским путём через мыс Доброй Надежды, а также за развитие выгодной торговли с Египтом и портами Красного моря. В своих записях Егор Петрович описывал жизнь встреченных во время путешествия негритянских племен. Ковалевский был возмущён расистами и работорговцами, державших негров в рабстве.

### В Китае
В 1849 году сопровождал духовную миссию в Пекин и успел настоять на пропуске наших караванов по удобному «купеческому тракту», вместо почти непроходимых аргалинских песков, что доставило неоценённые удобства для торговли и обогатило географические познания о Монголии. Но ещё важнее был заключённый, при посредстве Ковалевского, Кульджинский договор 1851 года, способствовавший развитию торговли России с западным Китаем и послуживший основой для последующего расширения влияния в Заилийском крае.

### На Крымской войне
Принимал участие в Крымской войне (1853—1855), в том числе в обороне Севастополя. В начале 1853 года, при нападении Омера-паши на черногорцев, Ковалевский был отправлен в Черногорию комиссаром. Во время осады Севастополя Ковалевский оставался в штабе князя М. Д. Горчакова до октября 1855 года и собирал материалы для истории этой осады.

### В Министерстве иностранных дел
В 1856 году князь А. М. Горчаков поручил Ковалевскому управление Азиатским департаментом Министерства иностранных дел (руководил им до 1861 года). В 1861 году в чине генерал-лейтенанта назначен сенатором и членом Совета министра иностранных дел.
В 1856—1862 годах — помощник председателя Императорского Русского географического общества. Пребывая на данном посту, оказывал поддержку молодому востоковеду Чокану Валиханову.
С 1856 года — член-корреспондент, с 1857 года — почётный член Императорской Санкт-Петербургской Академии наук.

## Итоги жизни
Егор Петрович за свою жизнь совершил 10 больших путешествий.
Было опубликовано около 100 его научных работ, в том числе несколько карт, и художественных произведений.
Скончался 20 сентября (2 октября) 1868 году в Санкт-Петербурге.

## Память
В XIX веке Ф. И. Тютчев написал на смерть Ковалевского стихотворение «Памяти Е. П. Ковалевского»..
В XXI веке П. В. Густерин сочинил стихотворение «Памяти Егора Петровича Ковалевского».

## Литературная деятельность
Литературная деятельность Ковалевского началась очень рано. В 1832 году начал публиковаться как поэт, писал также романы и повести, но известность приобрел как автор очерков о поездках в Среднюю Азию, по Южной Европе, Восточной Африке и Восточной Азии.
Он дебютировал в поэзии книжками «Думы о Сибири» (СПб., 1832) и трагедией в 5 действиях: «Марфа Посадница» (СПб., 1832), но, скоро убедившись, что стихи ему не даются, перешел к прозе.
Разнообразные путешествия и исторические разыскания дали ему материал для нескольких книг, в своё время сильно читавшихся и не потерявших интереса и доныне. Таковы: «Четыре месяца в Черногории» (с рисунками и картой, СПб., 1841) — книга, в которую, по требованиям тогдашней цензуры, не могли войти боевые приключения автора в Черногории; «Странствователь по суше и морям» (3 части, СПб., 1843—1845); «Путешествие в Китай» (2 части, СПб., 1853); «Граф Блудов и его время. Царствование императора Александра I» (СПб., 1866); «Война с Турцией и разрыв с западными державами в 1853 и 1854 гг.» (СПб., 1866; немецкий перевод Chr. von Sarauw, Лейпциг, 1868). Эти труды Ковалевского вошли в посмертное издание его сочинений (СПб., 1871—1872; 5 томов).
Кроме того, Ковалевский поместил в журналах большей частью под псевдонимами Нил Безымянный и Е. Горев, ряд беллетристических произведений: «Фанариот» («Библиотека для Чтения», 1844, том 67); «Петербург днем и ночью» (неоконченный роман, ib.,1845, тома 72—76; немецкий перевод Ph. Löwenstein’a, Штутгарт, 1847); «Майорша» (ib., 1849, том 93); «Век прожить — не поле перейти» (роман, «Отечественные Записки» 1857, тома 110 и 111) и другие.
В последние годы жизни Ковалевский задумал написать историю России в XIX веке; отрывок из неё, под названием «Восточные дела в двадцатых годах», помещен в III книжке «Вестника Европы» 1868 года. Из всего написанного Ковалевским наибольшее значение имеет книга о Блудове. Смерть помешала Ковалевскому выпустить второй том этого труда, материал для которого он уже собрал.
Ковалевский был одним из членов-основателей общества для пособия нуждающимся литераторам и ученым (Литературный фонд) и до самой смерти бессменно состоял его председателем. При том же обществе имелся капитал имени Ковалевского, проценты с которого шли на стипендии учащимся.

## Семья
- Брат Евграф Петрович Ковалевский,
- брат Пётр Петрович Ковалевский,
- племянник Павел Михайлович Ковалевский.